# Сілвештре Годіню
Сілве́штре Годі́ню (порт. Silvestre Godinho; ? — 8 липня 1244) — архієпископ Бразький (1229—1244).

## Імена
- Сілве́штре (порт. Silvestre) — португальське ім'я.
- Сильве́стр (лат. Silvester) — латинське ім'я.
- Сильве́стр Бра́зький (лат. Silvester Bracarensis) — латинське ім'я за назвою катедри.

## Біографія
- 5 липня 1229: призначений на посаду архієпископа Бразького, Португалія[1].
- 4 серпня 1231: ординований на архієпископа Бразького в Рієті, Італія[1].
- 8 липня 1244: помер у Бразі, Португалія[1].